# Leptopelis rufus
Leptopelis rufus är en groddjursart som beskrevs av Reichenow 1874. Leptopelis rufus ingår i släktet Leptopelis och familjen Arthroleptidae. IUCN kategoriserar arten globalt som livskraftig. Inga underarter finns listade i Catalogue of Life.